# 季哈亞索斯納河
季哈亞索斯納河是俄羅斯的河流，位於別爾哥羅德州和沃羅涅日州內，屬於頓河的右支流，從中俄羅斯高地東南麓的發源地朝東北流，最終在利斯基以西15公里處注入頓河，河道全長161公里，流域面積4,350平方公里，河畔城鎮有比留奇、阿列克謝耶夫卡和奧斯特羅戈日斯克。